# 대조선국ㆍ대법민주국통상조약(한문)
대조선국ㆍ대법민주국통상조약(한문)(大朝鮮國ㆍ大法民主國 通商條約)은 서울특별시 서초구 반포동, 국립중앙도서관에 있는 조약문이다. 1998년 12월 26일 서울특별시의 유형문화재 제112호로 지정되었다.

## 개요
이 조약은 고종 23년(1886) 조선과 대법민주국 즉 프랑스 사이에 체결된 조약으로, 조선과 프랑스 양국은 우호적 입장에서 서로 통상을 하자는 내용이다.
전문 13조로 된 이 조약은 총영사관이나 부영사관을 두고 인천부와 제물포, 원산, 그리고 부산, 한양의 양화진을 모두 통상처로 정한다는 것만 첨부되었을 뿐 다른 타국과의 조약내용과 유사하다.

## 참고 문헌
- 대조선국ㆍ대법민주국통상조약 - 국가유산청 국가유산포털